# Prefectura de Kumamoto

Localització de la prefectura de Kumamoto

La prefectura de Kumamoto (en japonès:熊本県 Kumamoto-ken) és una divisió administrativa del Japó ubicada a l'illa de Kyūshū i que també compren part de les illes Amakusa. La capital és la ciutat de Kumamoto. La prefectura ocupa una superfície de 7.404 km² i té una població d'1.842.000 habitants (2005).
Històricament s'anomenava província Higo. A l'est d'aquesta prefectura es troba el volcà actiu Mont Aso (1592 m) i la seva caldera és la més famosa del Japó.

## Ciutats
N'hi ha 14 a aquesta prefectura:
- Amakusa
- Arao
- Aso
- Hitoyoshi
- Kami-Amakusa
- Kikuchi
- Kōshi
- Kumamoto (capital)
- Minamata
- Tamana
- Uki
- Uto
- Yamaga
- Yatsushiro